# Harald Unverdorben
Harald Unverdorben (* 2. Jänner 1981 in Lochen am See) ist ein ehemaliger österreichischer Fußballspieler auf der Position eines Mittelfeldspielers und Stürmers.

## Karriere
Unverdorben begann seine Karriere in der Jugendmannschaft seines Heimatvereins UFC Lochen in Oberösterreich. Nachdem er ins Bundesnachwuchszentrum Salzburg gekommen war, wechselte er zum FC Puch, wo er ein Jahr spielte. 2001 kam er zu SV Austria Salzburg, wo er zwei Spiele absolvierte. Nach nur zwei Jahren in der Mozartstadt wechselte er zum SC Untersiebenbrunn und später zum Kapfenberger SV in die zweithöchste österreichische Spielklasse. 2005 kam er zum SCR Altach. Mit den Altachern stieg er 2006 in die Bundesliga auf. Dort gelang ihm auch sein bisher größter sportlicher Erfolg, indem er mit dem Siegestor gegen Austria Lustenau zwei Runden vor Schluss den Aufstieg fixierte. Es folgte ein erfolgreiches Jahr in der ersten österreichischen Liga. Danach wechselte er zu den Austria Amateuren, wo er der jungen Garde im Sturm Rückhalt gab. Nach dem einjährigen Gastspiel in Wien ist Unverdorben im Juni 2008 wieder nach Vorarlberg zum FC Lustenau gewechselt. Im Januar 2010 wechselte er zum Ligakonkurrenten SCR Altach. Nach nur einem Jahr wechselte er zum Bundesligaabsteiger LASK Linz. Am 1. Juli 2013 zu Beginn der Transferzeit wechselte Unverdorben zum Schweizer Verein SC Brühl SG in die dritthöchste Liga der Schweiz, der 1. Liga Promotion. Nach einem Jahr in der Schweiz wechselte er wieder zurück nach Vorarlberg zum Regionalligisten Schwarz-Weiß Bregenz (2005). Nach 37 Spielen wechselte er nach Wolfurt zum FC Wolfurt.